# Naturpark Mecklenburgische Schweiz und Kummerower See

Logo

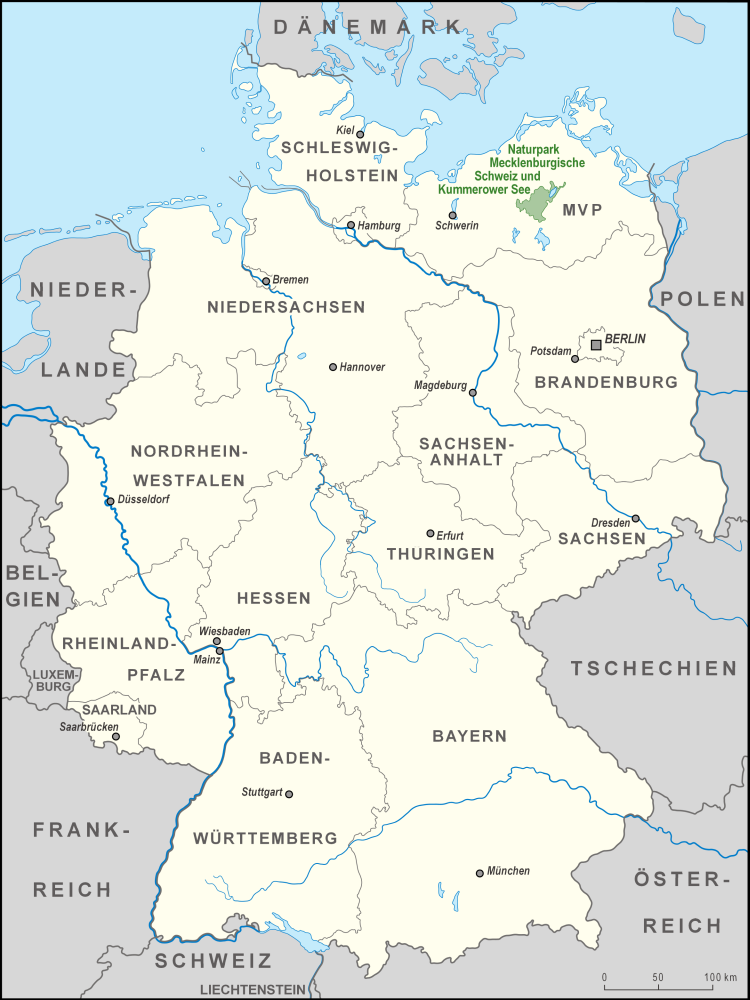
Lage des Naturparks Mecklenburgische Schweiz und Kummerower See

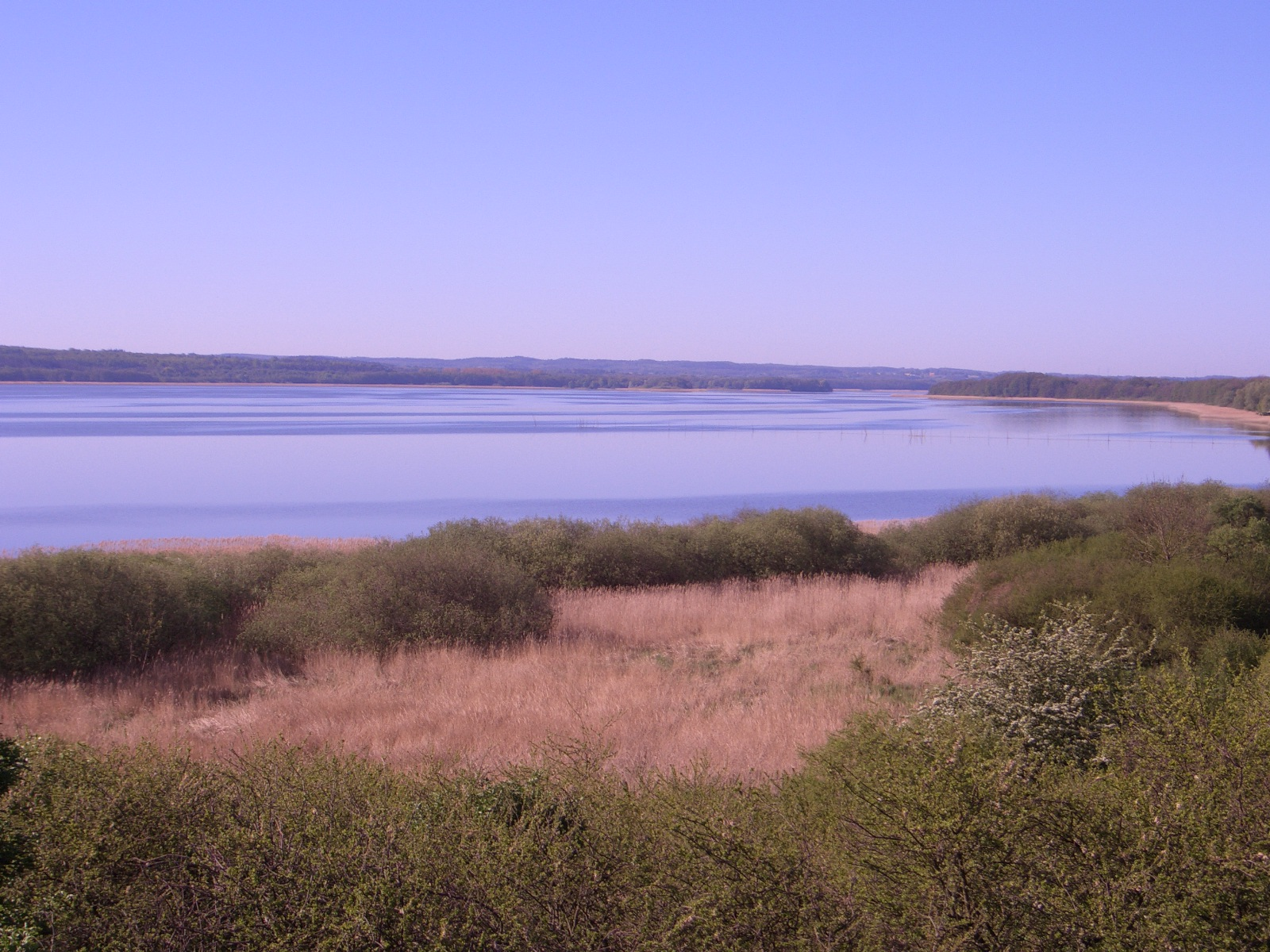
Der Malchiner See

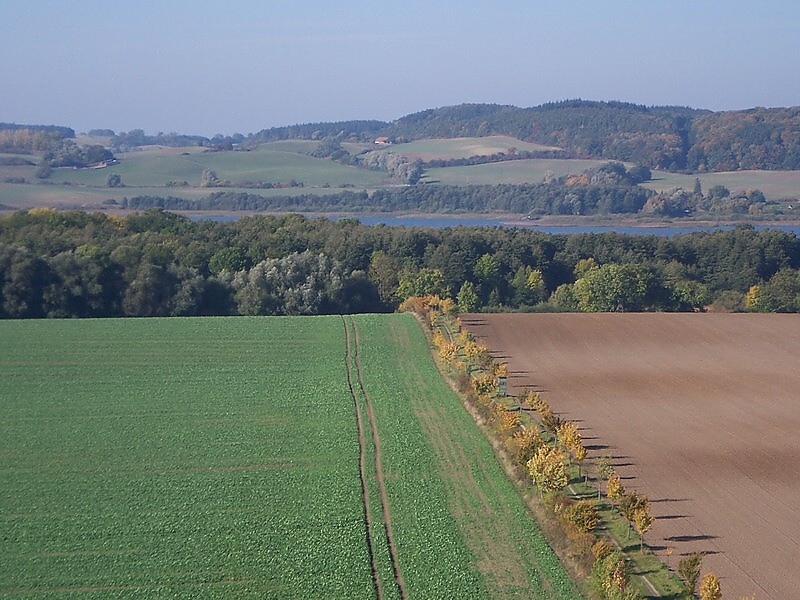
Blick von Basedow über den Malchiner See hinweg zum Ostberg

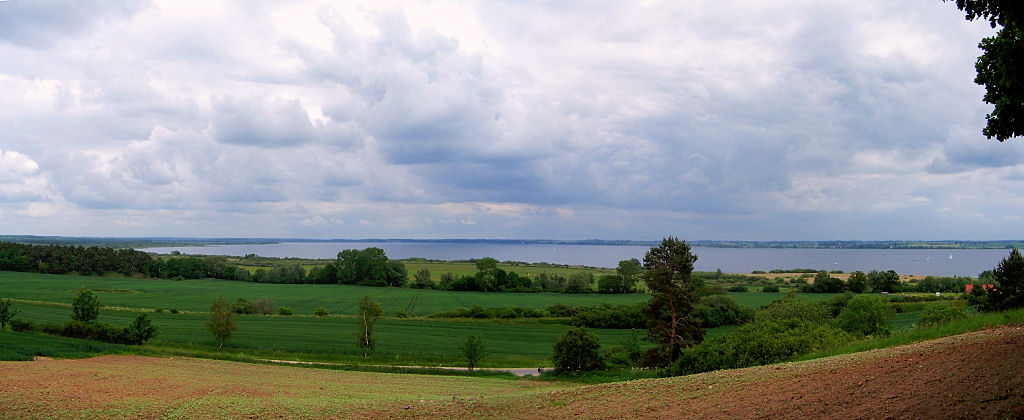
Kummerower See bei Salem

Der Naturpark Mecklenburgische Schweiz und Kummerower See liegt nördlich der Mecklenburgischen Seenplatte in den Landkreisen Mecklenburgische Seenplatte und Rostock in Mecklenburg-Vorpommern zwischen den Städten Dargun, Demmin, Teterow, Malchin und Waren (Müritz). Er wurde 1997 gegründet. Die Gesamtfläche des Naturparks liegt bei 673 km². 19 Prozent dieser Fläche sind von Wald bedeckt, ca. 10 Prozent sind Seen und Flüsse, die Restfläche ist Kulturlandschaft. Im Naturpark gibt es drei große Seen: den Malchiner See, den Kummerower See und den Teterower See. Die Peene ist der größte Fluss im Naturpark. Besonderes Merkmal sind die großen Seen, die Flusslandschaften, die jahrhundertealten Eichen, die Schlösser, die Gutshäuser und deren ländliche Parkanlagen. Der Naturpark ist bekannt als Rastgebiet nordischer Entenvögel. Er ist gut über die A 19, Anschlussstellen Krakow am See und Güstrow, oder über die A 20, Anschlussstellen Tessin und Bad Sülze, zu erreichen. Der Sitz der Naturparkverwaltung befindet sich in Basedow.

## Naturschutzgebiete im Naturpark
Es gibt neun Naturschutzgebiete, die komplett oder anteilig im Naturpark liegen:
- Barschmoor (33 ha)
- Binsenbrink im Teterower See (74 ha)
- Gruber Forst (377 ha)
- Hellgrund (21 ha)
- Kalk-Zwischenmoor Wendischhagen
- Peenetal von Salem bis Jarmen (6.716 ha), enthält die ehemaligen Naturschutzgebiete Moorwiesen bei Neukalen und Devener Holz
- Stauchmoräne nördlich Remplin (146 ha)
- Teterower Heidberge (198 ha)
- Wüste und Glase (188 ha)